# داماسو بيرنجير
داماسو بيرنجير فوستي (مقاطعة فيلا كلارا كوبا 4 أغسطس 1873 - مدريد 19 مايو 1953) كونت شفشاون وهو جندي وسياسي إسباني ترأس الحكومة قبل الأخيرة لملكية ألفونسو الثالث عشر، المعروفة باسم ديكتاتورية داماسو بيرنجير (بالإسبانية: dictablanda)‏.

## السيرة الذاتية

### السنوات الأولى
ولد داماسو بيرنجير فوستي في سان خوان دي لوس ريميديوس في كوبا يوم 4 أغسطس 1873. وهو ابن داماسو بيرنجير بنيميلي، من مواليد كالوسا دين سارايا أليكانتي وأمه دولوريس فوستي باليستيروس من هافانا كوبا، انتقل بعدها إلى شبه الجزيرة لدخول الأكاديمية العسكرية العامة. تمت ترقيته إلى ملازم ثان (الفرسان) قبل بلوغه العشرين (مارس 1893). وعاد إلى وطنه سنة 1894 للمشاركة في الحملة ضد مقاتلي الاستقلال الكوبي، ومنذ تلك اللحظة كانت حياته متورطة في قتال عسكري. تمت ترقيته إلى ملازم أول في يوليو 1895 وكابتن في فبراير 1896 في سن ال22 بسبب شجاعته في القتال. رقي إلى رتبة قائد في أغسطس 1898. تزوج في فبراير 1899 مع آنا إليزالدي. استلم منصب القبطان العام في الأندلس وتولى قيادة مختلف الأفواج. وفي سنة 1906 عمل أستاذاً في مدرسة الفروسية وشارك في صياغة لائحة تعليمات تكتيكية داخل لجنة التكتيكات. تمت ترقيته إلى رتبة مقدم في يونيو 1909.

### النجاح والفشل
تم تكليف داماسو بيرنجير سنة 1911 بتوجيه القوات الأهلية النظامية (Regulares) في مليلية حيث قام بعملية إعادة تنظيم عميقة. تدخل عسكريًا في المغرب في مناسبات عديدة حيث كان له القيادة فيها: في العروي وتوريت ناريش وبني سيدل إلخ. أظهرت جميع المعارك مهارته وقدرته، وهو السبب وراء منحه رتبة عقيد (فبراير 1912)، بالإضافة إلى نيله العديد من الأوسمة الفخرية، مثل صلبان ماريا كريستينا وسان هيرمينيجيلدو. بعد ترقيته إلى رتبة عميد «المزايا والخدمات في الميدان» (20 يونيو 1913) وبفضل مكانته الكبيرة في الجيش عين حاكمًا عسكريًا لمالقة (فبراير 1916) ورقي بعدها بسنتين إلى قائد فرقة وعُهد إليه وكيل الوزارة الحربية (يوليو 1918) وبعدها وزيرا للحربية، في الحكومتين المتتاليتين برئاسة غارسيا برييتو وكونت رومانونس (نوفمبر 1918 - يناير) 1919).
عين بيرنجير في نهاية يناير 1919 مفوضا ساميا لإسبانيا في المغرب ومن هذا المنصب صمم خطة طموحة تهدف إلى التهدئة النهائية لإقليم المحمية. تمكن من الحصول على بعض النجاحات الأولية، مثل الاستيلاء على شفشاون في أكتوبر 1920، فمنحه الملك ألفونسو الثالث عشر سنة 1929 لقب كونت شفشاون. ثم عين سيناتور مدى الحياة في 3 يناير 1921.
إلا ان عملية التهدئة التي ادارها بيرنجير قد انهارت بالكامل مع معركة أنوال (1921). فقد كان أداء الجيش سيئا بالتخطيط والتهور إلى حدٍ ما (القوات غير الكافية وأسلحة قديمة في حالة سيئة والجهل بقوة العدو) مما أدى بهزيمتهم على يد المجاهدين الريفيين بقيادة عبد الكريم الخطابي. فحوكم وفصل عن الخدمة بسبب مسؤوليته في تلك الحرب، ثم عفي عنه وأعيد تأهيله بعد انقلاب بريمو دي ريفيرا في سبتمبر 1923. على وجه الخصوص أثناء إدارة بريمو دي ريفيرا العسكرية، تم العفو عنه بموجب مرسوم جرائم وتم أيضًا ترقيته بعد فترة وجيزة إلى فريق في الجيش. وتم تعيينه رئيسًا للحرس العسكري للملك (1924).

### سقوط الملكية
استقال بريمو دي ريفيرا في يناير 1930 بعد سحب الجيش الدعم عنه وعهد الملك إلى بيرنجير تشكيل الحكومة واستعادة الوضع السياسي الذي غيرته الأعوام الست من الديكتاتورية. فشكلت الحكومة الجديدة في 30 يناير، والتي بالإضافة إلى استلامه الرئاسة فقد تولى أيضًا حقيبة الحربية، وعرفت تلك الحكومة باسم الديكتابلاندا. إلا أن الآمال المعقودة على تلك الحكومة للعودة إلى الوضع الطبيعي الدستوري قد انهارت عند أنصار الجمهورية وحتى بين الجماعات الملكية التي همشتها الديكتاتورية السابقة. وسعى هؤلاء إلى مراجعة شاملة للتشريعات المنبثقة منه وكذلك مطالبة النواب والمستشارين والأساتذة استرداد مناصبهم التي فصلوا عنها.
من أجل تهدئة المزاج العام أكد بيرنجير أن الحكومة الجديدة تريد استعادة الأوضاع والعودة بالبلاد إلى الحياة الدستورية الطبيعية، ووعد من بين أمور أخرى الدعوة إلى إجراء انتخابات عامة، بعدما دمرت الفترة الديكتاتورية الأحزاب التقليدية. فزادت الحركة العمالية التي برزت بعد سنوات من القمع من احتجاجاتها، فازدادت الفوضى العامة. فاتحدت الأحزاب الجمهورية لإسقاط النظام الملكي بأن وقعت في أغسطس 1930 ماعرف ميثاق سان سباستيان، وفي ديسمبر من نفس العام حاولت ثورة عسكرية في خاكا إنشاء جمهورية، ولكن اعدم قادتها وهما القبطان غالان وغارسيا هرنانديز بعد فشل المحاولة.
في ضوء الصعوبات العديدة دعا بيرنجير إلى الانتخابات العامة في شهر مارس 1931، لكن الممثلين السياسيين رفضوا المشاركة في تلك الانتخابات، طالبين الامتناع عن التصويت. حتى اتباع الملكية مثل كونت رومانونس لم يهتموا بهذا الاقتراح: فقد طلبت الغالبية العظمى منهم أن يترك بيرنجير وألفونسو الثالث عشر منصبيهما. وهكذا استقالت حكومة بيرنجير بالكامل في 14 فبراير 1931، مما تسبب بضعف موقف ألفونسو الثالث عشر للبحث عن بديل، وتلقى الرفض التام من أصدقائه - دوق مورا وكونت رومانونس وماركيس الحسيمة-، الذين نصحوه باختيار رجال آخرين يعتبرونهم أكثر ملاءمة منهم. وكان أول من استشير هو خوسيه سانشيز غيرا الذي رفض من حيث المبدأ. ثم حاول مع ميلكياديس ألفاريز الذي رفض أيضًا. ثم حاول الملك مرة أخرى مع سانشيز غيرا بعد قبول طلبه بدمج الجمهوريين الاشتراكيين المعتدلين. إلا أنهم رفضوا إبرام أي نوع من الاتفاق مع الملكية. وأخيرًا بعد اجتماع طارئ في وزارة الحربية، أُزيح بيرنجير من رئاسة الوزارة ليحل محله الأدميرال أثنار الذي ترأس حكومة ذات تركيز ملكي، واستمر بيرنجير شاغلا منصب وزير الحرب.
أسست الحكومة الجديدة طريقًا تدريجيًا لإقرار عودة «الوضع الطبيعي الدستوري» في إسبانيا: ستُجرى الانتخابات البلدية في 12 أبريل، ثم تجرى الانتخابات المحلية في 3 مايو، وستكون الانتخابات العامة في يونيو لإنشاء برلمان تأسيسي لصياغة دستور جديد يحل محل دستور 1876.
ومع ذلك لم تقاوم الملكية مع أول اختبار انتخابي حيث سقطت أمام الفوز الجمهوري في بلديات المدن الإسبانية الرئيسية. لقد قيل أن السبب في ذلك هو أنهم لم يتمكنوا من إعطاء الزعماء المحليون القوة الانتخابية للسيطرة على المناطق الريفية. من المعروف أن الانتخابات البلدية لسنة 1931 أدت إلى إعلان الجمهورية الإسبانية الثانية في 14 أبريل 1931.

### سنواته الأخيرة
بعد تأسيس الجمهورية الثانية، تعرض بيرنجير للسجن لدوره خلال الديكتاتورية. فحدث الظرف الذي ظهر فيه بيرنجير في مدريد أمام مدير الأمن العام كارلوس بلانكو بيريز الذي رفض التوقيع على أمر دخوله السجن؛ كان المدعي العام للجمهورية أنخيل غالارزا هو الذي وقّع أخيرًا على دخوله إلى السجن. والغريب في الأمر أنه كان آخر سجين محتجز في سجن قصر شقوبية. تمت محاكمته أمام المحكمة العليا سنة 1932، ولكن تم العفو عنه لاحقًا خلال فترة الحكم الراديكالي سنة 1934. ومنذ ذلك الحين ظل بعيدًا عن الحياة العامة ولم يشارك في الانقلاب العسكري في يوليو 1936. وتوفي في مدريد سنة 1953.

## وصلات خارجية
- داماسو بيرنجير على موقع الموسوعة البريطانية (الإنجليزية)